# David Kenyon Webster

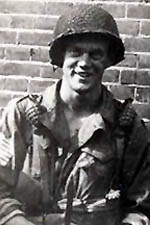
David Kenyon Webster

David Kenyon Webster (2 de junho de 1922 - 9 de setembro de 1961) foi um soldado norte-americano, jornalista e escritor. 

## Band of Brothers
Durante a Segunda Guerra Mundial ele fez parte da Companhia Easy do 506º Regimento de Infantaria Pára-quedista, 101ª Divisão Aerotransportada, apresentado no livro e mini-série de TV Band of Brothers. 
Era um observador arguto dos costumes do exército e de seus colegas na unidade. Suas notas foram utilizadas por Ambrose em seu livro "Band of Brothers". 

## Tubarões
Após a guerra, Webster interessou-se por tubarões, chegando a escrever um livro sobre eles. 
Frequentemente saía para pescar sozinho em seu barco e, em uma dessas saídas, não retornou. O barco foi localizado dias depois, com um dos remos quebrado, mas seu corpo nunca foi encontrado. 

## Fonte
- "Band of Brothers" livro de Stephen Ambrose.